# The Glimmer Twins
The Glimmer Twins är den pseudonym som The Rolling Stones-medlemmarna Mick Jagger och Keith Richards, i egenskap av producenter, använder sig av i sitt skivbolag Rolling Stones Records.